# Utolsó napjaim
Az Utolsó napjaim (Le Temps qui reste) 2005-ben bemutatott francia filmdráma François Ozon rendezésében.

## Tartalom
Romain 31 éves sikeres homoszexuális fotóművész. Egy divatfotózás során elájul, az orvosi kivizsgálás során kiderül, hogy áttétes rákbeteg 3%-os túlélési eséllyel. Romain úgy dönt, hogy nem teszi ki magát a kemoterápiának. Szakít élettársával, Sashával. Nővérével évek óta rossz a kapcsolata. A családjának nem árulja el a betegségét, kivéve a vidéken élő szintén súlyos beteg nagymamájának, akinél egy hétvégét tölt. Utazása során Romain megismerkedik egy kávézóban a pincérnővel, aki megkéri, hogy ejtse teherbe, mivel a férje képtelen rá. A fiú elutasítja a kérést azzal az indokkal, hogy nem szereti a gyerekeket. Romain nővére kezdeményezi a kibékülést, amit ő el is fogad. Romain állapota romlani kezd. Felkeresi a pincérnőt, és közli vele, hogy meggondolta magát. Hármasban szeretkeznek és teherbeejti a nőt. Az utolsó napjain még végrendelkezik a születendő gyermeke javára. Teljesen legyengült állapotban kifekszik a tengerpartra a többi napozó közé. A Nap lemegy, egyedül marad a parton mozdulatlanul.

## Szereplők
- Melvil Poupaud – Romain
- Jeanne Moreau – Laura
- Valeria Bruni Tedeschi – Jany
- Daniel Duval – Le père
- Marie Rivière – La mère
- Christian Sengewald – Sasha

## Díjak, jelölések
- Valladolid-i Nemzetközi Filmfesztivál (2005)
  - díj: legjobb színész – Melvil Poupaud
  - díj: Ezüst Kalász – François Ozon
  - jelölés: Arany Kalász – François Ozon

## Külső hivatkozások
- Utolsó napjaim a PORT.hu-n (magyarul)